# Markus Graulich
Markus Graulich SDB (ur. 13 sierpnia 1964 w Hadamar) – niemiecki duchowny katolicki, podsekretarz Papieskiej Rady ds. Tekstów Prawnych.

## Życiorys
25 czerwca 1994 otrzymał święcenia kapłańskie w zgromadzeniu salezjanów. W 1999 uzyskał doktorat z prawa kanonicznego na Papieskim Uniwersytecie Salezjańskim, a w 2004 habilitację na Uniwersytecie Jana Gutenberga w Moguncji.
W latach 2009–2011 był substytutem promotora sprawiedliwości w Sygnaturze Apostolskiej. Następnie w latach 2011-2014 był prałatem audytorem Roty Rzymskiej.
22 maja 2014 został mianowany przez papieża Franciszka podsekretarzem Papieskiej Rady ds. Tekstów Prawnych.